# Landepéreuse
Landepéreuse település Franciaországban, Eure megyében. Lakosainak száma 391 fő (2018. január 1.). Landepéreuse Sainte-Marguerite-en-Ouche, Chamblac, Épinay, Jonquerets-de-Livet, La Roussière és Saint-Aubin-des-Hayes községekkel határos.

## Népesség
A település népességének változása:
| Lakosok száma | 252  | 263  | 243  | 233  | 248  | 304  | 357  | 373  | 390  | 391  |
|               | 1962 | 1968 | 1982 | 1990 | 1999 | 2008 | 2011 | 2013 | 2017 | 2018 |